# 林勇輝
林 勇輝（はやし ゆうき、1995年7月4日 - ）は、日本の俳優であり、C.I.A.のメンバーである。
神奈川県横浜市青葉区出身。キューブ所属。身長182cm。血液型はO型。

## 略歴
2017年、大学時代にサロンモデルを経験。当時は一般企業への就職活動をしていたが、『MEN'S NON-NO』の専属モデルになる夢を諦めきれずに「BoysAward Audition 3rd」へ応募。ファイナリストまで残るものの、賞を得ることはできなかった。しかし、憧れている藤木直人も『MEN'S NON-NO』のオーディションに落ちた経験があるということを知り、運命を感じて、藤木直人が所属するキューブのオーディションへ応募、見事合格。
2017年12月、キューブ若手俳優サポーターズクラブ発足記念 「キックオフトークイベント」にてC.I.A.メンバーとしてお披露目。
2018年4月、東京ワンピースタワー「ONE PIECE LIVE ATTRACTION 『PHANTOM』」、サンジ役で出演。
2018年5月、同じ事務所に所属している、
神田聖司、安田啓人とユニット「kawa」を結成。発足記念イベントを開催。
2019年10月、テレビ神奈川（tvk）制作の地域情報バラエティ番組、猫のひたいほどワイドの猫の手も借り隊イエローとして月曜日にレギュラー出演。
2019年10月、新宿シアターモリエールにて上演された、キンギンヒシャカク!～乙女の一手～で初座長を務める。

## 人物・エピソード
- 愛称は「ゆうき」「ぱやぱや」「森くん」「黒霧島」「もりりん」

- 2024年4月20日のインスタライブにてファンと一緒にファン名称を考え、基本『ハヤっ子』若しくは『パヤっ子』と決定した。だが、本人曰く「よく多くの割合の方が呼んでくださるのが『ハヤっ子』か若しくは『パヤっ子』だが、多様性の時代の為、皆が好きなように呼べるように応援してます。」と話していた。

- 趣味は古着屋巡り、カラオケ[2]

- 特技はサッカー、歌唱、料理、トランプマジック[2]特に料理は牡蠣とほうれん草のクリームパスタが得意。また、アクションの稽古風景もSNSで投稿することもある。

- ネーミングセンスがとても個性的で、もし自分に芸名をつけるならば「楠神龍鬼（くすかみりゅうき）」と答えている。[4]

- Instagramのライブ配信で視聴者からの質問に答えるコーナー名は「レインボークエスチョン」

- サッカー経験がある人物の顔写真を見て、ポジションを当てる事も特技と自称しているが、確実性はない。[5]

- 2021年に実施した「林勇輝超2ndソロイベント 〜誕生日会を自分で開催するタイプのやつ〜」では、本人が作詞作曲を手掛けた迷曲『START』のCDをサイン入りブロマイドのおまけとして販売した。メトロノームVer.とアカペラVer.の2曲が収録されているが、別の楽曲に聞こえる。

- 『START』は同じ事務所に所属しているアーティストの原田茂幸によってアレンジされ、名曲に生まれ変わった。C.I.A.presents「超 SUPER LIVE 2021」で初披露。

- 「川(kawa)イベント2022〜あなたの温泉になりたい ３〜」で、暗記力の話の際に、「キューブのオーディション受けた時に、待機時間の10分で8ページの二役の台本を渡されて、その10分で二役とも全て覚えて、台本を持たずにやれた。」というエピソードを話していた。

- 2022年9月17日のInstagramにて、鋼の錬金術師(実写映画)で共演していた憧れのディーン・フジオカからアクションを教えて貰ったり、グローブを貰ったエピソードを投稿していた。[6]その後も「またディーンさんとバリバリのアクションの作品で共演して、一緒に立ち回りをするのが目標です。」と語っている。

- 2023年に開催されたC.I.A.presents「SUPER LIVE FINAL」にて『HAPPY MONDAY』を初披露。2024年から毎週月曜日に『HAPPY MONDAY』をSNS更新している。

- おじいちゃん・おばあちゃん子であり、2021年のC.I.A.公式YouTubeの『100の質問』で、「今一番会いたい人は？」という問に「おばあちゃん」と答えていたほど。2023年8月に広島で行われた舞台『夕凪の街 桜の国』に祖父母が観劇してくれた事と、6年振りに会えた事をSNSで嬉しそうに報告していた。2024年3月に、おじいちゃん・おばあちゃん孝行をする為、祖父母が暮らす島にて農作業を手伝っていた。

- 2024年9月のInstagramのストーリーズの質問コーナーにて、靴のサイズは27.0～27.5cmと明かしていた。

- 同事務所の神田聖司と共にコンビ名『カンパイヤ』としてキングオブコントの予選に出場していた事をC.I.A.忘年会2024の生配信にて明かした。[7]

- C.I.A.忘年会2024の生配信中に、料理が得意なメンバーの代表として、『マグロとアボカドのわさび醤油マヨ和え』を振舞っていた。[8]

- 2025年1月20日よりニコニコチャンネル＋にて、『林勇輝のHAPPY MONDAY』(林勇輝の素顔、意外な一面、新たな発見をお届けする月1回の生放送番組)を開設した。[9]

## 出演

### 舞台
2018年
- 東京ワンピースタワー 『ONE PIECE LIVE ATTRACTION「PHANTOM」 』（2018年4月21日 - 2019年4月7日、東京タワー フットタウン内） - サンジ  役

2019年
- MOTHER マザー～特攻の母 鳥濱トメ物語～（2019年5月2日 - 6月2日、新国立劇場 小劇場、他） - 柴田正男 役
- きくえのもとぐりむ第2回『でかけるときはいつも』（2019年8月31日 - 9月3日、新宿眼科画廊スペース地下） - 主演 ナツ 役
- Monkey Works Vol.02『キンギンヒシャカク!～乙女の一手～』（2019年10月4日 - 14日、新宿シアターモリエール） - 主演 仁志敏久 役
- 劇メシ-BetsuBara-『ハイイロキツネは二度遠吠う』（2019年11月15日 - 23日、THE CAMP CAFE & GRILL） - 陽太 役

2020年
- きくえのもとぐりむ第3回『コインランドリーカタルシス』（2020年3月6日 - 10日、新宿眼科画廊スペース地下)- 主演 僕役
- 紫猫のギリ〜十六夜月譚〜（2020年5月27日 - 6月7日、シアターサンモール / 6月12日 - 14日、ABCホール） - 乙 役 ※上演中止
- 絶響 MUSICA THE STAGE（2020年7月8日 - 13日、俳優座劇場） - 室月ミキ 役
- 劇団空白ゲノム ロングラン公演「染色体パレード」 -DVD販売のみ
- 朗読劇「雨恋ミント inspired by wacci “足りない”」（2020年12月、下北沢ザ・スズナリ）

2021年
- ハイパープロジェクション演劇「ハイキュー!!」"頂の景色・2"（2021年3月20日・21日、TOKYO DOME CITY HALL / 4月3日・4日、多賀城市民会館 大ホール / 4月9日 - 11日、梅田芸術劇場 シアター・ドラマシティ / 4月17日・18日、あましんアルカイックホール / 4月23日・24日、北九州ソレイユホール / 4月29日 - 5月9日、TOKYO DOME CITY HALL） - 野沢出 役
- πTOKYOプロデュース『BE HAPPY』 -DVD販売のみ
- 劇団TEAM-ODAC第36回本公演『ダルマ（2021）』（2021年6月3日 - 8日、浅草花劇場）
- 安達健太郎と役者が漫才とトークするLIVE（2021年6月27日、新宿眼科画廊）
- フクロウガスムの朗読劇（2021年8月6日 - 8日、赤坂 πTOKYO） - 6日ゲスト出演
- 渋谷ニコルソンズ×Monkey Works.提携舞台公演『お通夜イレブン』（2021年9月8日 - 12日、草月ホール ）-上演中止
- コント舞台『春、揺らぐ、勿忘草』（2021年12月10日 - 12日、赤坂πTOKYO）

2022年
- キ上の空論 #15『朱の人』（2022年4月14日 - 17日、本多劇場）
- ぐりむの法則『ショボとノンキ』（2022年6月15日 - 19日、赤坂RED/THEATER）-主演 ショボ役
- 安達健太郎と役者が漫才とトークするLIVE(2022年11月5日、池袋西口GEKIBA)
- GFAスペシャルイベント 朗読劇『転落令嬢、氷の貴公子を拾う』(2022年11月27日、渋谷HMV)
- ドラマリーディング『それを言っちゃお終い-PREVIEW-』(2022年12月16 -18日、12月30日 六本木トリコロールシアター)

2023年
- 二人芝居『ふたりよがり』(2023年5月3日-5月7日、池袋西口GEKIBA)
- 安達健太郎と役者が漫才とトークするLIVE(2023年5月21日、池袋西口GEKIBA)
- 四谷三栄町トークLIVE「AWASETAI」in 三栄町 LIVE STAGE(2023年6月10日、三栄町LIVE STAGE)
- STRAYDOG 30th Anniversary produce『夕凪の街 桜の国2023』(2023年8月19日、広島県民文化センター)(2023年9月1日-9月3日新国立劇場 小劇場)-石川凪生役
- 『ハーヴェイ』(2023年12月21日-12月24日、シアター・アルファ東京)‐サンダーソン役

2024年
- CONTE STAGE『＃階段のウサギ』(2024年2月23日-2月25日、池袋西口GEKIBA)
- 男澤博基プロデュース公演『閃光』(2024年5月30日-6月2日、萬劇場)-主演 影井透役
- 劇団安達電機商会 旗揚げ公演 『何でこんなことになるかね』(2024年7月10日-7月14日、千本桜ホール)-主演 戸川純役
- ミュージカル座 『この唄を友に』(2024年8月1日-8月5日、すみだパークシアター倉)-モッチ役
- ぐりむの法則 『ハリトイト』(2024年10月9日-10月13日、下北沢駅前劇場)-岸部役

2025年
- ぐりむの法則 朗読劇『この眩い世界にネガは瞬く』(2025年1月27日-2/2、πTOKYO)-主演 僕(ネガ)役
- 片肌☆倶利伽羅紋紋一座「ざ☆くりもん」第33回ロングラン本公演 『六道追分』（ろくどうおいわけ）』第２期・剣チーム（2025年4月30日-5月11日 シアターグリーン BASE THEATER）-粂次郎役
- ミュージカル『すずらん通りの青い鳥』(2025年5月29日-6月1日 あうるすぽっと)-高林光輝役
- NLT Stage4週連続公演第4弾 『息る。』(2025年6月18日-6月22日　Route Theater／ルート・シアター（旧てあとるらぽう）)-男4役
- 劇団6番シードプレゼンツ

『メイツ！〜ブラウン管の向こうへ〜』(2025年7月30日-8月3日シアターグリーン BIG TREE THEATER)-歌手: 渋木徹役
- キ上の空論『彷徨の指指 R-18』（2025年9月20日 - 9月28日〈予定〉、上野ストアハウス）

### テレビドラマ
2018年
- カンテレ 『FINAL CUT』第6話-コンビニ店員役
- NTV『ゼロ 一攫千金ゲーム』第6話-キツネ男役

2021年
- ドラマスペシャル「私たち、結婚式できますか？」（11月7日、テレビ大阪） - 吉沢賢⼈ 役

2022年
- BS朝日 SUZUKI presents「スマイルストーリー」（1月26日、BS朝日） - 俊 役

2023年
- WOWOW 連続ドラマW  「フィクサー」（WOWOW） ‐リュウ役
  - Season1(4月23日～5月21日)
  - Season2(7月9日～8月6日)

- 「合理的にあり得ない ～探偵・上水流涼子の解明～」第8話（6月5日、フジテレビ） - 銀行員 役
- 「何かおかしい2」第11話 （6月13日、テレビ東京） - 小林俊太郎(男子生徒A) 役
- 土曜ドラマ「ゼイチョー～「払えない」にはワケがある～」第4話（11月4日、日本テレビ） - サッカー選手役

2024年
- TBS月バラナイト「これやっちゃってない？他人事じゃないハナシ」(2月19日、TBS）

- テレビ朝日 バラバラ大作戦「壁になりたいオタクのあたし。」(7月4日、7月11日、7月18日、テレビ朝日)-垣沢るい役
- フジテレビ「ギークス 〜警察署の変人たち〜」第6話(8月15日)・第9話(9月5日)・10話(9月12日)　望月陸斗 役(10話は回想シーンのみ)
- 日本テレビ「放課後カルテ 」最終話(12月21日) 第三小学校・竹中先生 役

### 映画
2022年
- 鋼の錬金術師 完結編（ワーナー・ブラザース映画） - アルフォンス・エルリック（モーションアクター）、兵士A 役
  - 鋼の錬金術師 完結編 復讐者スカー（2022年5月20日公開）
  - 鋼の錬金術師 完結編 最後の錬成（2022年6月24日公開）

### 配信ドラマ
2021年
- シネマコンテンツ「ぬらりひょんの棲む家２」（2021年12月10日公開、e-Storyアプリ「peep（ピープ）」） - 主演 和宏 役

### CM・広告
- ジョンソン・エンド・ジョンソン「キズパワーパッド」サッカー篇（2020年）
- 国土交通省 自賠責広告 モペットラブ『そのモペット自賠責入ってる？』 -リュウ役[16](2025年)

### ラジオ
2019年
- 「DJ TAKAのSuper Magic Talk」（2019年7月17日 - 9月20日） - ゲストMC

2021年
- ショートボイスドラマ『To→You』 - 11月度マンスリーゲスト

### その他のテレビ番組
- 猫のひたいほどワイド（2019年10月7日 - 2021年3月22日 、テレビ神奈川） - レギュラー・月曜レポーター[17]

- aスポーツって何？（2020年4月 - 、サンテレビ ）

## 作品

### CD
- 「林勇輝 サイン入り特製ブロマイド（オマケCD『START』付き）」 - 作詞・作曲 林勇輝